# ذي عتام (جبلة)

تعديل مصدري - تعديل

ذي عتام هي إحدى قرى عزلة وراف بمديرية جبلة التابعة لمحافظة إب، بلغ تعداد سكانها 265 نسمة حسب تعداد اليمن لعام 2004.